# Velmej
Velmej (makedonska: Велмеј) är en ort i Nordmakedonien. Den ligger i kommunen Debarca, i den sydvästra delen av landet, 90 kilometer sydväst om huvudstaden Skopje. Velmej ligger 858 meter över havet och antalet invånare är 511.